# Mijou Kovacs

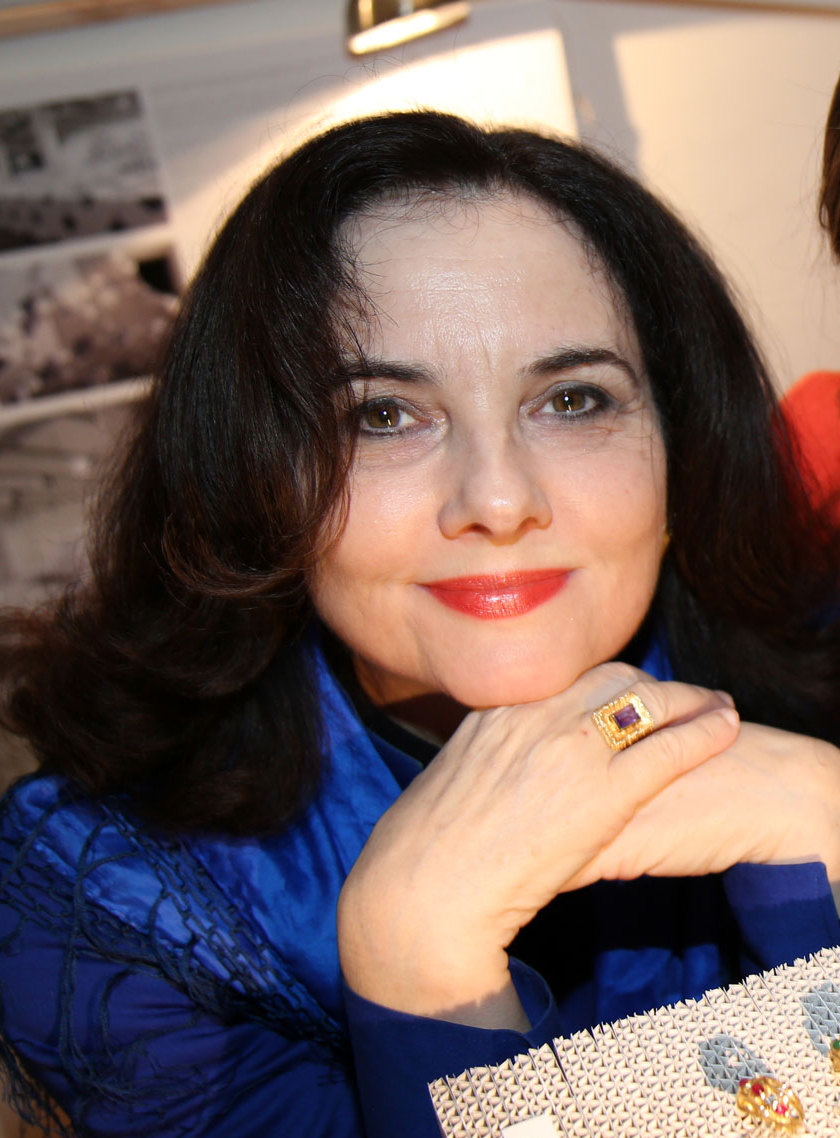
Mijou Kovacs (2015)

Mijou Kovacs (* 10. Februar 1957 in Wien) ist eine österreichisch-französische Schauspielerin.

## Leben
Als Tochter eines Österreichers und einer Französin wuchs Kovacs in Wien und Paris auf und besitzt zudem die Staatsbürgerschaften beider Länder. Die Moderatorin Bernadette Schneider ist ihre ältere Schwester. 
Bereits im Alter von elf Jahren stand sie in der ORF-Produktion Der kleine Prinz vor der Kamera. Nach ihrer Schullaufbahn, die sie am Lycée Français de Vienne absolvierte, begann sie ihre Schauspielausbildung am Max Reinhardt Seminar in Wien. 
Ihr Debüt gab Kovacs 1975 am Theater in der Josefstadt in Wie es euch gefällt. In dieser Spielstätte verblieb sie auch jahrelang als Ensemblemitglied. Bekannt wurde sie dabei vor allem durch das Stück Berggasse 19 in der Rolle der Elisabeth von Ritter an der Seite von Curd Jürgens als Sigmund Freud. Diese Inszenierung wurde auch im Fernsehen übertragen. Gastspiele führten sie an das Volkstheater und den Großen Konzerthaussaal.
Seit den 1980er-Jahren wirkte Kovacs bei Serien wie Derrick, Der Alte, Ein Fall für zwei und Tatort mit. In Ringstraßenpalais hatte sie die Dauerrolle der Hansi.
Seit 1998 betätigt sie sich auch als Fotokünstlerin.

## Filmografie
- 1970: Fall Regine Krause
- 1977: Aufforderung zum Tanz
- 1977: Tatort – Der vergessene Mord
- 1978: Derrick – Der Fotograf
- 1978: Vorhang auf, wir spielen Mord
- 1978: Tatort – Schlußverkauf
- 1979: Berggasse 19 (Fernsehfilm)
- 1980: Derrick – Ein Lied aus Theben
- 1980: Der Thronfolger
- 1980: Ringstraßenpalais (Fernsehserie)
- 1980: Joseph Roth – Ein Leben in Legenden
- 1983: Der Weg ins Freie
- 1983: Die Geschichte einer Vielgeliebten
- 1983: Der Leutnant und sein Richter
- 1983: Der Alte – Der Tote im Wagen
- 1984: Derrick – Das seltsame Leben des Herrn Richter
- 1985: Der Alte – Gemischtes Doppel
- 1985: L'herbe rouge (frz. Fernsehfilm)
- 1986: Abschiede
- 1986: L'Été 36 (frz. zweiteiliger Fernsehfilm)
- 1986: Johann Strauß – Der König ohne Krone
- 1987: Mrs. Harris fährt nach Moskau
- 1988: Gesprengte Ketten – Die Rache der Gefangenen (eng. „The Great Escape II: The Untold Story“)
- 1988: Feuersturm und Asche (eng. „War and Remembrance“)
- 1989: Der Kronprinz
- 1990: Marie Grubbe
- 1991: Wie gut, daß es Maria gibt
- 1992: Happy Holiday
- 1993: Der Heiratsvermittler
- 1993: La Vérité en face (frz. Fernsehfilm)
- 1993: Ein Fall für zwei – Tod im Fahrstuhl (als Sylvia Bialas)
- 2001: Die Windsbraut (eng. „Bride of the Wind“)
- 2001: Lenya – Die größte Kriegerin aller Zeiten
- 2007: Wir sind so verhasst (frz.-österr. Fernsehfilm, frz. Titel: „Nous nous sommes tant haïs“)